# Mexican Open
Mexican Open, oficiálně Abierto Mexicano Telcel presentado por HSBC, je tenisový turnaj mužů každoročně hraný v mexickém Acapulcu. Založen byl na okruhu ATP Tour v roce 1993 a do ženského kalendáře túry WTA patřil v letech 2001–2021. Od sezóny 2022 probíhá v areálu kolem centrkurtu Arena GNP Seguros na otevřených dvorcích s tvrdým povrchem, kam se přestěhoval z přilehlého rezortu Hotel Princess Mundo Imperial. Do roku 2013 se hrál na antuce jako poslední část čtyřdílné antukové série mužů Golden Swing v Latinské Americe.
Prvním dějištěm se v letech 1993–2000 stala mexická metropole Ciudad de México. V roce 2001 se turnaj přestěhoval do přímořského Acapulka. Jedná se o přípravu před kalifornským Indian Wells Masters.
Generálním sponzorem se v roce 2005 stala mexická telekomunikační společnost Telcel, která doplnila partnerství turnaje s nadnárodní korporací HSBC.

## Historie
Mužská polovina Mexican Open byla založena v roce 1993 a na okruhu ATP Tour patří do kategorie ATP Tour 500. Do dvouhry nastupuje třicet dva tenistů a čtyřhry se účastní šestnáct párů. Ženská část byla do kalendáře WTA Tour zahrnuta v letech 2001–2021. Od sezóny 2009 se řadila do kategorie International, v roce 2021 byl ročník v nástupnické kategorii WTA 250 zrušen pro pokračující pandemii covidu-19. 
V období 1993–1998, a opět v sezóně 2000, se turnaj konal v mexickém hlavním městě Ciudad de México. V sezóně 2014 proběhla změna povrchu, kdy antuku nahradil tvrdý podklad. Turnaj se tak stal přípravou na březnovou první událost roku v kategorii ATP Masters 1000 Indian Wells Masters v Kalifornii. V rámci antukové jarní sezóny do roku 2013 představoval závěrečnou událost čtyřdílné tenisové série Golden Swing v Latinské Americe.
Vítěz získává tradiční cenu v podobě velké stříbrné hrušky.
V sezóně 2022 se turnaj přestěhoval do acapulského areálu kolem centrkurtu Arena GNP Seguros, jehož kapacita činí více než 10 tisíc diváků. Druhá aréna Grandstand pojme přes 2 tisíce osob, dvorec č. 1 pak tisíc návštěvníků a dvorec č. 2 osm set diváků. Ročník 2024 se odehrál i přes poškození areálu ničivým hurikánem Otis, který zasáhl oblast v říjnu 2023.

## Přehled rekordů

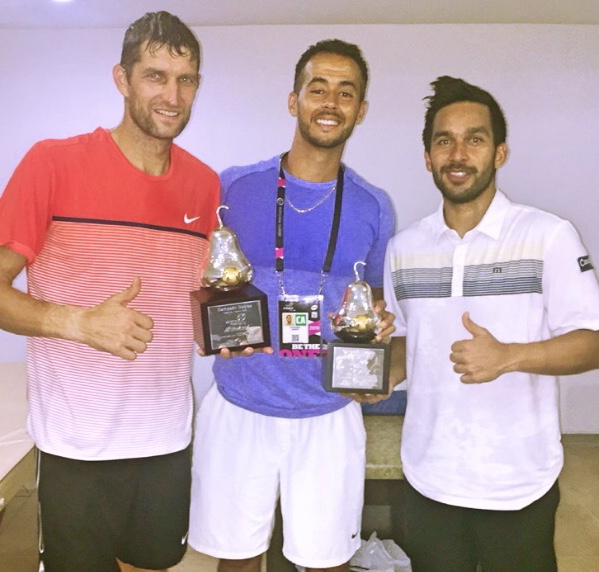
Vítězové čtyřhry 2016 Mirnyj a Huey s tradiční cenou, stříbrnou hruškou

V mužské dvouhře získali nejvyšší počet čtyř titulů Rakušan Thomas Muster (1993–1996) a Španělé David Ferrer (2010–2012, 2015)  s Rafaelem Nadalem (2005, 2013, 2020, 2022). 
V ženském singlu statistikám s dvěma trofejemi vévodily Jihoafričanka Amanda Coetzerová (2001, 2003), Italka Flavia Pennettaová (2005, 2008), Američanka Venus Williamsová (2009, 2010), Italka Sara Erraniová (2012, 2013) a Ukrajinka Lesja Curenková (2017, 2018). 
V mužské čtyřhře drží rekord tří výher Američan Donald Johnson (1996, 2000–2001) s Polákem Łukaszem Kubotem (2010, 2013, 2020) a v ženském deblu pak Španělka María José Martínezová Sánchezová (2001, 2008–2009), která triumfovala také třikrát.
Utkání úvodního kola Mexican Open 2022 mezi Alexandrem Zverevem a Jensonem Brooksbym skončilo ve 4:55 hodin ráno, čímž překonalo rekord nejzazšího dohraného zápasu na okruhu ATP Tour, který držel s časem 4:34 hodin duel Hewitta s Baghdatisem na Australian Open 2008.

## Přehled finále

### Mužská dvouhra
| Rok  | vítěz                 | finalista                   | výsledek                |
| ---- | --------------------- | --------------------------- | ----------------------- |
| 1993 | Thomas Muster         | Carlos Costa                | 6–2, 6–4                |
| 1994 | Thomas Muster (2)     | Roberto Jabali              | 6–3, 6–1                |
| 1995 | Thomas Muster (3)     | Fernando Meligeni           | 7–6(7–4), 7–5           |
| 1996 | Thomas Muster (4)     | Jiří Novák                  | 7–6(7–3), 6–2           |
| 1997 | Francisco Clavet      | Juan Albert Viloca          | 6–4, 7–6(9–7)           |
| 1998 | Jiří Novák            | Xavier Malisse              | 6–3, 6–3                |
| 1999 | turnaj se nekonal     | turnaj se nekonal           | turnaj se nekonal       |
| 2000 | Juan Ignacio Chela    | Mariano Puerta              | 6–4, 7–6(7–4)           |
| 2001 | Gustavo Kuerten       | Galo Blanco                 | 6–4, 6–2                |
| 2002 | Carlos Moyà           | Fernando Meligeni           | 7–6(7–4), 7–6(7–4)      |
| 2003 | Agustín Calleri       | Mariano Zabaleta            | 7–5, 3–6, 6–3           |
| 2004 | Carlos Moyà           | Fernando Verdasco           | 6–3, 6–0                |
| 2005 | Rafael Nadal          | Albert Montañés             | 6–1, 6–0                |
| 2006 | Luis Horna            | Juan Ignacio Chela          | 7–6(7–5), 6–4           |
| 2007 | Juan Ignacio Chela    | Carlos Moyà                 | 6–3, 7–6(7–2)           |
| 2008 | Nicolás Almagro       | David Nalbandian            | 6–1, 7–6(7–1)           |
| 2009 | Nicolás Almagro (2)   | Gaël Monfils                | 6–4, 6–4                |
| 2010 | David Ferrer          | Juan Carlos Ferrero         | 6–3, 3–6, 6–1           |
| 2011 | David Ferrer (2)      | Nicolás Almagro             | 7–6(7–4), 6–7(2–7), 6–2 |
| 2012 | David Ferrer (3)      | Fernando Verdasco           | 6–1, 6–2                |
| 2013 | Rafael Nadal (2)      | David Ferrer                | 6–0, 6–2                |
| 2014 | Grigor Dimitrov       | Kevin Anderson              | 7–6(7–1), 3–6, 7–6(7–5) |
| 2015 | David Ferrer (4)      | Kei Nišikori                | 6–3, 7–5                |
| 2016 | Dominic Thiem         | Bernard Tomic               | 7–6(8–6), 4–6, 6–3      |
| 2017 | Sam Querrey           | Rafael Nadal                | 6–3, 7–6(7–3)           |
| 2018 | Juan Martín del Potro | Kevin Anderson              | 6–4, 6–4                |
| 2019 | Nick Kyrgios          | Alexander Zverev            | 6–3, 6–4                |
| 2020 | Rafael Nadal (3)      | Taylor Fritz                | 6–3, 6–2                |
| 2021 | Alexander Zverev      | Stefanos Tsitsipas          | 6–4, 7–6(7–3)           |
| 2022 | Rafael Nadal (4)      | Cameron Norrie              | 6–4, 6–4                |
| 2023 | Alex de Minaur        | Tommy Paul                  | 3–6, 6–4, 6–1           |
| 2024 | Alex de Minaur (2)    | Casper Ruud                 | 6–4, 6–4                |
| 2025 | Tomáš Macháč          | Alejandro Davidovich Fokina | 7–6(8–6), 6–2           |

### Mužská čtyřhra
| Rok  | vítězové                                 | finalisté                             | výsledek                   |
| ---- | ---------------------------------------- | ------------------------------------- | -------------------------- |
| 2025 | Christian Harrison Evan King             | Sadio Doumbia Fabien Reboul           | 6–4, 6–0                   |
| 2024 | Hugo Nys Jan Zieliński                   | Santiago González Neal Skupski        | 6–3, 6–2                   |
| 2023 | Alexander Erler Lucas Miedler            | Nathaniel Lammons Jackson Withrow     | 7–6(11–9), 7–6(7–3)        |
| 2022 | Feliciano López Stefanos Tsitsipas       | Marcelo Arévalo Jean-Julien Rojer (4) | 7–5, 6–4                   |
| 2021 | Ken Skupski Neal Skupski                 | Marcel Granollers Horacio Zeballos    | 7–6(7–3), 6–4              |
| 2020 | Łukasz Kubot (3) Marcelo Melo (2)        | Juan Sebastián Cabal Robert Farah     | 7–6(8–6), 6–7(4–7), [11–9] |
| 2019 | Alexander Zverev Mischa Zverev           | Austin Krajicek Artem Sitak           | 2–6, 7–6(7–4), [10–5]      |
| 2018 | Jamie Murray (2) Bruno Soares (2)        | Bob Bryan Mike Bryan                  | 7–6(7–4), 7–5              |
| 2017 | Jamie Murray Bruno Soares                | John Isner Feliciano López            | 6–3, 6–3                   |
| 2016 | Treat Conrad Huey Max Mirnyj             | Philipp Petzschner Alexander Peya     | 7–6(7–5), 6–3              |
| 2015 | Ivan Dodig Marcelo Melo                  | Mariusz Fyrstenberg Santiago González | 7–6(7–2), 5–7, [10–3]      |
| 2014 | Kevin Anderson Matthew Ebden             | Feliciano López Max Mirnyj            | 6–3, 6–3                   |
| 2013 | Łukasz Kubot (2) David Marrero (2)       | Simone Bolelli Fabio Fognini          | 7–5, 6–2                   |
| 2012 | David Marrero Fernando Verdasco          | Marcel Granollers Marc López          | 6–3, 6–4                   |
| 2011 | Victor Hănescu Horia Tecău               | Marcelo Melo Bruno Soares             | 6–1, 6–3                   |
| 2010 | Łukasz Kubot Oliver Marach (2)           | Fabio Fognini Potito Starace          | 6–0, 6–0                   |
| 2009 | František Čermák (2) Michal Mertiňák (2) | Łukasz Kubot Oliver Marach            | 4–6, 6–4, [10–7]           |
| 2008 | Oliver Marach Michal Mertiňák            | Agustín Calleri Luis Horna            | 6–2, 6–7(3–7), [10–7]      |
| 2007 | Potito Starace Martín Vassallo Argüello  | Lukáš Dlouhý Pavel Vízner             | 6–0, 6–2                   |
| 2006 | František Čermák Leoš Friedl             | Potito Starace Filippo Volandri       | 7–5, 6–2                   |
| 2005 | David Ferrer Santiago Ventura            | Jiří Vaněk Tomáš Zíb                  | 4–6, 6–1, 6–4              |
| 2004 | Bob Bryan (2) Mike Bryan (2)             | Juan Ignacio Chela Nicolás Massú      | 6–2, 6–3                   |
| 2003 | Mark Knowles Daniel Nestor               | Fernando Vicente David Ferrer         | 6–3, 6–3                   |
| 2002 | Bob Bryan Mike Bryan                     | Martin Damm David Rikl                | 6–1, 3–6, [10–2]           |
| 2001 | Donald Johnson (3) Gustavo Kuerten       | Martín García David Adams             | 6–3, 7–6(7–5)              |
| 2000 | Byron Black Donald Johnson (2)           | Gastón Etlis Martín Rodríguez         | 6–3, 6–3                   |
| 1999 | turnaj se nekonal                        | turnaj se nekonal                     | turnaj se nekonal          |
| 1998 | Jiří Novák David Rikl                    | Daniel Orsanic David Roditi           | 6–4, 6–2                   |
| 1997 | Nicolás Lapentti Daniel Orsanic          | Luis Herrera Mariano Sánchez          | 4–6, 6–3, 7–6              |
| 1996 | Donald Johnson Francisco Montana (2)     | Nicolas Pereira Emilio Sánchez        | 6–2, 6–4                   |
| 1995 | Javier Frana Leonardo Lavalle (2)        | Diego Nargiso Marc-Kevin Goellner     | 7–5, 6–3                   |
| 1994 | Francisco Montana Ryan Shelton           | Murphy Jensen Luke Jensen             | 6–3, 6–4                   |
| 1993 | Leonardo Lavalle Jaime Oncins            | Jorgé Lozano Horacio de la Peña       | 7–6, 6–4                   |

### Ženská dvouhra
| Rok  | vítězka                        | finalistka                     | výsledek                       |
| ---- | ------------------------------ | ------------------------------ | ------------------------------ |
| 2021 | zrušen pro pandemii koronaviru | zrušen pro pandemii koronaviru | zrušen pro pandemii koronaviru |
| 2020 | Heather Watsonová              | Leylah Fernandezová            | 6–4, 6–7(8–10), 6–1            |
| 2019 | Wang Ja-fan                    | Sofia Keninová                 | 2–6, 6–3, 7–5                  |
| 2018 | Lesja Curenková (2)            | Stefanie Vögeleová             | 5–7, 7–6(7–2), 6–2             |
| 2017 | Lesja Curenková                | Kristina Mladenovicová         | 6–1, 7–5                       |
| 2016 | Sloane Stephensová             | Dominika Cibulková             | 6–4, 4–6, 7–6(7–5)             |
| 2015 | Timea Bacsinszká               | Caroline Garciaová             | 6–3, 6–0                       |
| 2014 | Dominika Cibulková             | Christina McHaleová            | 7–6(7–3), 4–6, 6–4             |
| 2013 | Sara Erraniová                 | Carla Suárezová Navarrová      | 6–0, 6–4                       |
| 2012 | Sara Erraniová                 | Flavia Pennettaová             | 5–7, 7–6(7–2), 6–0             |
| 2011 | Gisela Dulková                 | Arantxa Parra Santonjaová      | 6–3, 7–6(7–5)                  |
| 2010 | Venus Williamsová              | Polona Hercogová               | 2–6, 6–2, 6–3                  |
| 2009 | Venus Williamsová              | Flavia Pennettaová             | 6–1, 6–2                       |
| 2008 | Flavia Pennettaová             | Alizé Cornetová                | 6–0, 4–6, 6–1                  |
| 2007 | Émilie Loitová                 | Flavia Pennettaová             | 7–6(7–0), 6–4                  |
| 2006 | Anna-Lena Grönefeldová         | Flavia Pennettaová             | 6–1, 4–6, 6–2                  |
| 2005 | Flavia Pennettaová             | Ľudmila Cervanová              | 3–6, 7–5, 6–3                  |
| 2004 | Iveta Benešová                 | Flavia Pennettaová             | 7–6(7–5), 6–4                  |
| 2003 | Amanda Coetzerová              | Mariana Díazová-Olivová        | 7–5, 6–3                       |
| 2002 | Katarina Srebotniková          | Paola Suárezová                | 6–7(1–7), 6–4, 6–2             |
| 2001 | Amanda Coetzerová              | Jelena Dementěvová             | 2–6, 6–1, 6–2                  |

### Ženská čtyřhra
| Rok  | vítězky                                                  | finalistky                                               | výsledek                       |
| ---- | -------------------------------------------------------- | -------------------------------------------------------- | ------------------------------ |
| 2021 | zrušen pro pandemii koronaviru                           | zrušen pro pandemii koronaviru                           | zrušen pro pandemii koronaviru |
| 2020 | Desirae Krawczyková Giuliana Olmosová                    | Kateryna Bondarenková Sharon Fichmanová                  | 6–3, 7–6(7–5)                  |
| 2019 | Viktoria Azarenková Čeng Saj-saj                         | Desirae Krawczyková Giuliana Olmosová                    | 6–1, 6–2                       |
| 2018 | Tatjana Mariová Heather Watsonová                        | Kaitlyn Christianová Sabrina Santamariová                | 7–5, 2–6, [10–2]               |
| 2017 | Darija Juraková Anastasia Rodionovová                    | Mariana Duque Mariñová Verónica Cepede Roygová           | 6–3, 6–2                       |
| 2016 | Anabel Medina Garriguesová Arantxa Parra Santonjaová     | Kiki Bertensová Johanna Larssonová                       | 6–0, 6–4                       |
| 2015 | Lara Arruabarrenová María Teresa Torrová Florová         | Andrea Hlaváčková Lucie Hradecká                         | 7–6(7–2), 5–7, [13–11]         |
| 2014 | Kristina Mladenovicová Galina Voskobojevová              | Petra Cetkovská Iveta Melzerová                          | 6–3, 2–6, [10–5]               |
| 2013 | Lourdes Domínguezová Linová Arantxa Parraová Santonjaová | Catalina Castañová Mariana Duqueová Mariñová             | 6–4, 7–6(7–1)                  |
| 2012 | Sara Erraniová Roberta Vinciová                          | Lourdes Domínguezová Linová Arantxa Parraová Santonjaová | 6–2, 6–1                       |
| 2011 | Maria Korytcevová Ioana Raluca Olaruová                  | Lourdes Domínguezová Linová Arantxa Parraová Santonjaová | 3–6, 6–1, [10–4]               |
| 2010 | Polona Hercogová B. Záhlavová-Strýcová                   | Sara Erraniová Roberta Vinciová                          | 2–6, 6–1, [10–2]               |
| 2009 | Nuria Llagosterová María J. M. Sánchezová                | Lourdes Domínguezová Arantxa Parraová Santonjaová        | 6–4, 6–2                       |
| 2008 | Nuria Llagosterová María J. M. Sánchezová                | Iveta Benešová Petra Cetkovská                           | 6–2, 6–4                       |
| 2007 | Lourdes Domínguezová Arantxa Parraová Santonjaová        | Émilie Loitová Nicole Prattová                           | 6–3, 6–3                       |
| 2006 | Anna-Lena Grönefeldová Meghann Shaughnessyová            | Šinobu Asagoeová Émilie Loitová                          | 6–1, 6–3                       |
| 2005 | Alina Židkovová Tatiana Perebijnisová                    | Maria Rodriguezová Conchita Martínezová                  | 7–5, 6–3                       |
| 2004 | Lisa McSheová Milagros Sequerová                         | Olga Blahotová Gabriela Navrátilová                      | 2–6, 7–6(7–5), 6–4             |
| 2003 | Émilie Loitová Åsa Svenssonová                           | Patricia Wartuschová Petra Mandulová                     | 6–3, 6–1                       |
| 2002 | Paola Suárezová Virginia Ruanová                         | Tina Križanová Katarina Srebotniková                     | 7–5, 6–1                       |
| 2001 | María J. M. Martínezová Anabel Medinaová                 | Virginia Ruanová Paola Suárezová                         | 6–4, 6–7(5–7), 7–5             |

## Rekordy
| Mužská dvouhra           | Mužská dvouhra | Mužská dvouhra                          |
| Rekord                   | Rekord         | držitelé rekordu                        |
| ------------------------ | -------------- | --------------------------------------- |
| Nejvíce titulů           | 4              | Thomas Muster David Ferrer Rafael Nadal |
| Nejvíce finále           | 5              | David Ferrer Rafael Nadal               |
| Nejvíce titulů v řadě    | 3              | Thomas Muster David Ferrer              |
| Nejvíce vyhraných zápasů | 32             | David Ferrer                            |
| Nejmladší vítěz          | 18 let         | Rafael Nadal (2005)                     |
| Nejstarší vítěz          | 35 let         | Rafael Nadal (2022)                     |
| Nejvýše postavený vítěz  | 1. ATP         | Gustavo Kuerten (2001)                  |
| Nejníže postavený vítěz  | 129. ATP       | Juan Ignacio Chela (2000)               |
| Mužská čtyřhra           |                |                                         |
| Nejvíce titulů           | 3              | Donald Johnson Łukasz Kubot             |